# Grauwe haai
De grauwe haai (Hexanchus griseus) is een vis uit de familie van de koehaaien (Hexanchidae). De wetenschappelijke naam van de soort werd in 1788 als Squalus griseus gepubliceerd door Pierre Joseph Bonnaterre.

## Kenmerken
Deze haai heeft een rolrond lichaam met een brede kop. Hij heeft zes kieuwspleten, scherpe, kamvormig gezaagde tanden en een enkele rugvin bij de krachtige staart. De lichaamslengte bedraagt 480 cm.

## Leefwijze
De grauwe haai jaagt op roggen, pijlinktvissen, beenvissen en zelfs zeehonden. Bij gebrek aan deze prooien gaat hij op zoek naar trage bodemdieren. Hij zoekt dan de zeebodem af in een scheve houding, met de kop onder een hoek van 45 tot 60° omlaag. Heeft hij een prooi gevonden, dan wordt deze naar binnen gezogen. Deze haai is levendbarend.

## Leefomgeving
De haai komt voor in de Indische, Grote en Atlantische Oceaan en in de Middellandse Zee, op diepten tot 2000 meter.

## Relatie tot de mens
Er wordt zowel commercieel als recreatief op gevist. In de visserij komt deze soort meestal voor als bijvangst maar is toch van aanzienlijk commercieel belang. De vis wordt zowel vers, gedroogd of gezouten als diepgevroren op de markt gebracht. Ook afgeleide producten als visolie en visvoer kunnen vervaardigd worden.
Deze haaiensoort staat op de internationale Rode Lijst van de IUCN als Near Threatened, wat bijna bedreigd betekent, maar in de officiële terminologie van de Nederlandse rode lijst wordt vertaald met gevoelig.